# 白茅湖农场
白茅湖农场是中华人民共和国湖北省天门市下辖的一个类似乡级单位。

## 行政区划
白茅湖农场下辖以下行政区单位：
花湖分场、长湖分场、马湖分场、灌湖分场和曾头分场。